# Zenit-15M
Zenit-15M (Зени́т-15М) — основное название малоформатного однообъективного зеркального фотоаппарата, выпускавшегося Белорусским оптико-механическим объединением под разной маркировкой с 1990 года. Камера самостоятельно разработана БелОМО на основе моделей семейства «Зенит», ранее освоенных заводом по документации Красногорского механического завода.

## Историческая справка
В 1972 году название «Зенит-15» использовалось КМЗ для прототипа фотоаппарата «Зенит-16» без экспонометра. После внедрения внутреннего светоизмерения опытные образцы стали маркировать «Зенит-15ВС», но в серийное производство камера пошла под индексом «16». В 1983—1985 годах номер «15» был присвоен БелОМО собственной версии «Зенит-12сд», сменившей хорошо отработанный заводом «Зенит-TTL». Следующее заводское название «Зенит-15М» получил новый прототип, основанный на белорусской разработке 1977 года «Зенит-14», не дошедшей до серийного производства. Из-за нежелания КМЗ уступать права на бренд «Зенит» опытные образцы получили маркировку «Визит».
Главное отличие от предыдущего «Зенит-15» заключалось в использовании фокального затвора с существенно расширенным диапазоном выдержек от целой секунды до 1/1000. Кроме того, изменён курок взвода и счётчик кадров, автоматически сбрасывающийся при открывании задней крышки. Также предусмотрен репетир диафрагмы и оригинальный рычаг взвода автоспуска, интегрированный в эргономическую накладку на корпусе улучшенного дизайна. Фотоаппарат «Визит» планировалось оснащать байонетом К и объективом «Гелиос-114К». В 1990 году в крупносерийное производство под названием «Zenit-12XS» пошёл сильно упрощённый вариант с узлами классических «Зенитов», отличающийся от «Зенита-12сд» только более современным дизайном с накладкой на передней стенке корпуса.
По некоторым сведениям, затвор первых выпусков, лишенный замедлителя, всё же имел дополнительную выдержку в 1/1000 секунды. В дальнейшем диапазон выдержек стал таким же, как у всех «Зенитов» 12-го семейства. Ещё одним отличием стала замена одной батарейки РЦ-53 блоком из таких же четырёх с напряжением 5 Вольт. Главный недостаток прототипа так и не был устранён: видоискатель по прежнему был ограничен габаритами рамы затвора и отображал только 2/3 будущего кадра. Камера выпускалась также под названиями «Zenit-21XS», «Zenit-12XSL» и «Zenit-12Pro». Часть камер даже снабжалась маркировкой «Zenit-122», создавая путаницу с красногорской моделью «Зенит-122», и нарушая патентные права КМЗ. В 1993 году фотоаппарат получил индексы «Zenit-15M» и «Альбар-15». Конструктивно все эти камеры были одинаковы вплоть до окончания выпуска.

## Технические характеристики

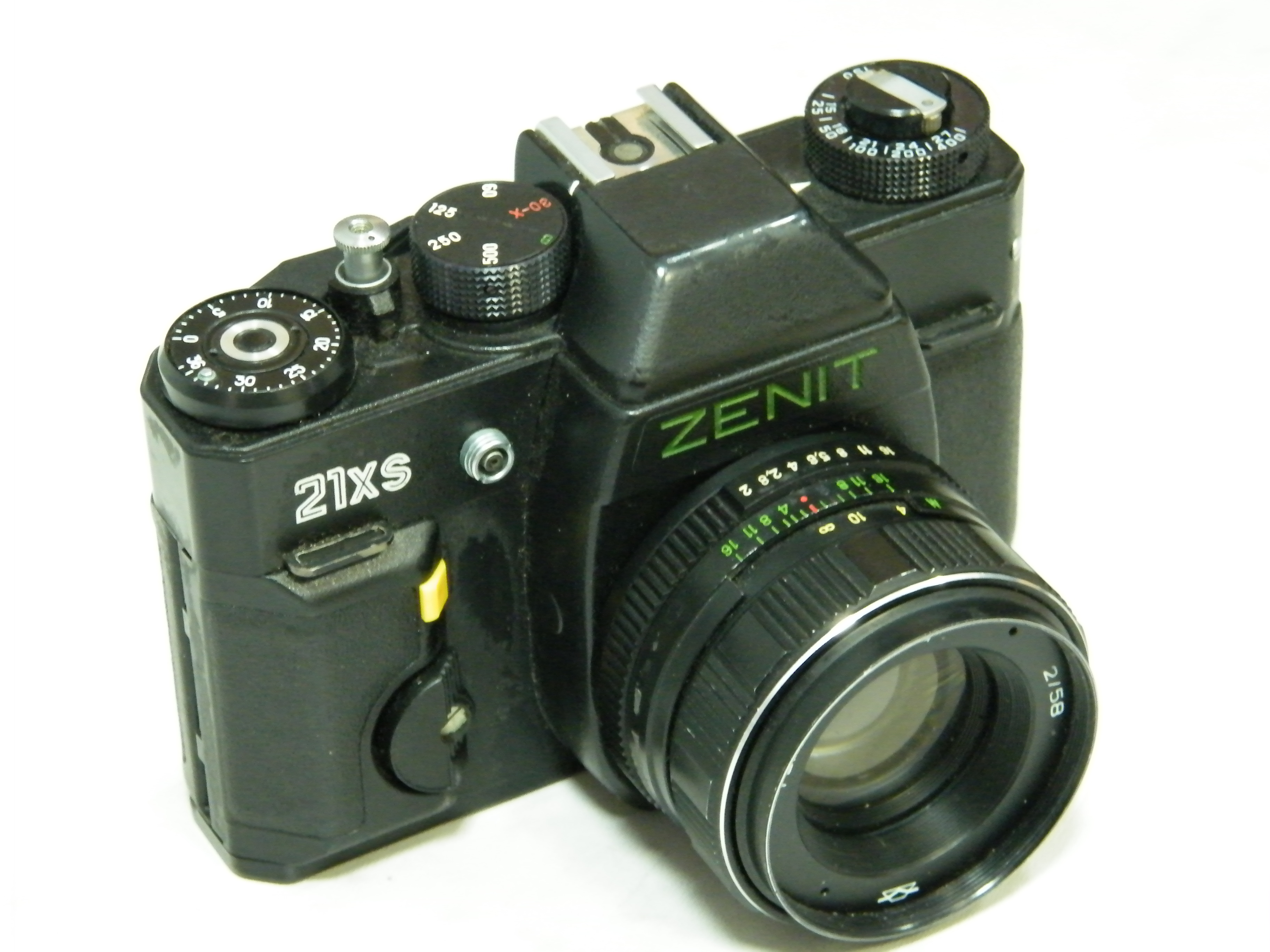
Часть фотоаппаратов выпускалась с маркировкой «Зенит-21XS»

- Тип применяемого фотоматериала — 35-мм перфорированная фотоплёнка в кассетах тип-135.
- Корпус — литой из алюминиевого сплава, с откидной задней стенкой, скрытый замок.
- Курковый взвод затвора и перемотки плёнки. Обратная перемотка рулеточного типа.
- Фокальный затвор с горизонтальным движением матерчатых шторок. Выдержки от 1/30 до 1/500 сек. и «B». Выдержка синхронизации — 1/30 с.
- Центральный синхроконтакт «Х», кабельный синхроконтакт.
- Штатный объектив «Гелиос-44М-4» 2/58, «Гелиос-44М-5» или «МС Гелиос-44М-6».
- Тип крепления объектива — резьба M42x1.
- Фокусировочный экран — линза Френеля с матовым кольцом и микрорастром.
- TTL-экспонометр с двумя сернисто-кадмиевыми (CdS) фоторезисторами. Светодиодная индикация в поле зрения видоискателя. Полуавтоматическая установка экспозиции на закрытой до рабочего значения диафрагме. Диапазон светочувствительности фотоплёнки 16—640 ГОСТ.
- Источник питания экспонометра — батарея 4РЦ-53 или четыре ртутно-цинковых элемента РЦ-53. Возможна замена на дисковые никель-кадмиевые аккумуляторы Д-0,06.
- Механический автоспуск.
- Штативное гнездо с резьбой 1/4 дюйма.